# DZ Большого Пса
DZ Большого Пса (лат. DZ Canis Majoris) — одиночная переменная звезда в созвездии Большого Пса на расстоянии (вычисленном из значения параллакса) приблизительно 15385 световых лет (около 4717 парсеков) от Солнца. Видимая звёздная величина звезды — от +12,5m до +11,4m.

## Характеристики
DZ Большого Пса — жёлтая пульсирующая переменная звезда, цефеида (CEP(B)) спектрального класса G0.